# Lisa Vitting
Lisa Vitting, née le 9 juillet 1991 à Moers, est une nageuse allemande, spécialiste de la nage libre.

## Palmarès

### Championnats du monde
Grand bassin
- Championnats du monde de 2011 à Shanghai ( Chine) :
  -  Médaille de bronze sur 4 × 100 m nage libre

### Championnats d'Europe
Grand bassin
- Championnats d'Europe de 2012 à Debrecen ( Hongrie) :
  -  Médaille d'or sur 4 × 100 m nage libre
- Championnats d'Europe de 2010 à Budapest ( Hongrie) :
  -  Médaille d'or sur 4 × 100 m nage libre

Petit bassin
- Championnats d'Europe petit bassin 2009 à Istanbul ( Turquie) :
  -  Médaille de bronze sur 4 × 50 m nage libre
- Championnats d'Europe petit bassin 2010 à Eindhoven ( Pays-Bas) :
  -  Médaille d'argent sur 4 × 50 m nage libre
  -  Médaille d'argent sur 4 × 50 m 4 nages